# Angiografie

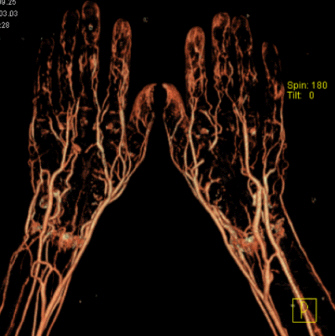
Angiograf rukou

Angiografie (také standardní nebo konvenční angiografie, digitální subtrakční angiografie (DSA), angiografické radiologické zobrazování cév) je lékařská zobrazovací metoda patřící do oboru radiologie. Při angiografickém vyšetření se zobrazují cévy (tepny a žíly) a také srdeční komory po předchozím vstříknutí kontrastní látky a následném snímkování rentgenem. Na snímku diagnostikované oblasti těla je pak vidět vnitřek cévy vyplněný kontrastní látkou. K provedení angiografie bez kontrastní látky lze využít magnetickou rezonanci, což ušetří invazivní punkci cévy.
Samotné slovo angiografie pochází z řeckých slov ἀγγεῖον angeion (česky nádoba) a γράφειν graphein (česky psát, zaznamenávat). Výsledný obraz krevních cév se nazývá angiograf nebo angiogram.
Největší a jedinečnou výhodou angiografie je, že během vyšetření lze provádět i zákroky do cévy. Zúžené cévy lze zprůchodnit (angioplastika), odstranit výduť dutého orgánu (aneurysma) nebo rozpustit krevní sraženiny.

## Historie

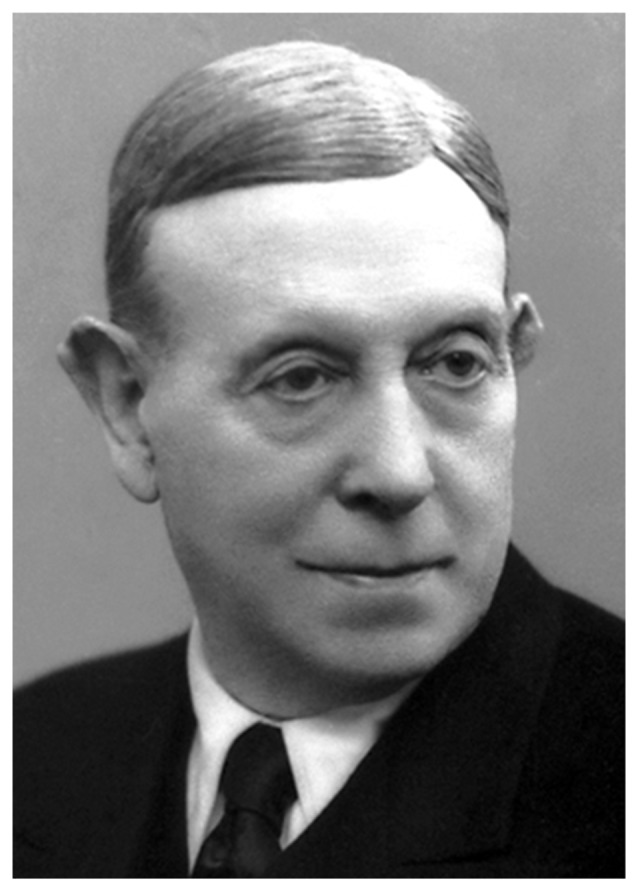
António Egas Moniz - průkopník angiografie a nositel Nobelovy ceny z roku 1949

- António Egas Moniz - průkopník angiografie a nositel Nobelovy ceny z roku 1949V roce 1927 byla angiografie poprvé použita portugalským lékařem a neurologem Antóniem Egasem Monizem na univerzitě v Lisabonu. Moniz je uznávaným průkopníkem této metody, neboť provedl první mozkový angiogram. Metodu potom používal pro diagnostiku nádorů, onemocnění tepen a arteriovenózní malformace.
- V roce 1929 prováděl mozkové angiogramy Reynaldo dos Santos také na univerzitě v Lisabonu. Podílel se tak na vylepšení angiografických technik, které vyvíjeli hlavně Portugalci.
- V roce 1932 provedl Lopo de Carvalho první plicní angiogram pomocí žilní punkce horního členu.
- V roce 1948 provedl Sousa Pereira první cavogram.
- V roce 1953 byla zavedena Seldingerovy technika, která učinila postup bezpečnějším, protože uvnitř cév nemusela zůstávat žádná ostrá zaváděcí zařízení.
- V roce 1989 Lucien Campeau poprvé zavedl katetr do radiální tepny a provedl koronární angiogram.
- V současnosti je angiografie běžně používanou diagnostickou a terapeutickou metodou. K zobrazení využívá rentgen. Dále se používají metody CT angiografie (Computed Tomography Angiography - CTA) a MR angiografie (Magnetic Resonance Angiography - MRA).

## Princip metody

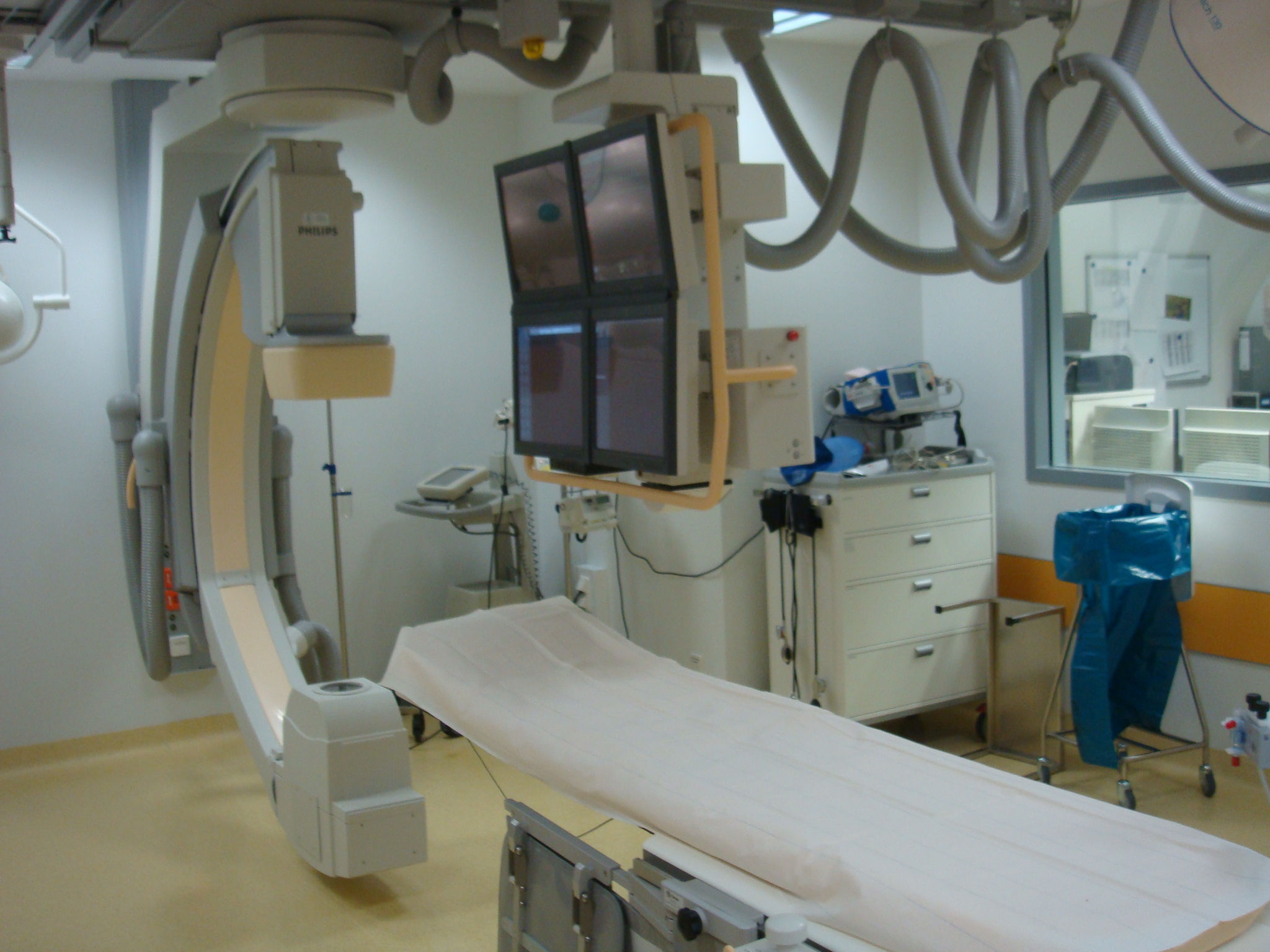
Ukázka operačního sálu pro angiografii v současnosti

Základní angiografická metoda umožňuje zobrazení cév v těle pomocí běžných rentgenových přístrojů. Aby byly cévy viditelné v rentgenovém záření, musí být do vyšetřované cévy katetrem (nebo podkožní jehla) zavedena kontrastní látka. Vyšetření se provádí na operačním sále pod rentgenovým přístrojem v těchto krocích:
- Nejprve se do cévního systému zavede katetr a poté se umístí do cévy, která je předmětem zájmu.
- Před podáním kontrastní látky lze pořídit normální snímek (prázdný snímek) vyšetřované oblasti těla.
- Po vstříknuta kontrastní látky do cévy se snímky pořizují v rychlém sledu. Ukládají se v digitální podobě a tak umožňují srovnávat prázdný snímek s angiografickými snímky.
- V závislosti na tom, která céva byla propíchnuta, je nutné speciální následné ošetření (například tlakový obvaz).

## Diagnostika cévních onemocnění

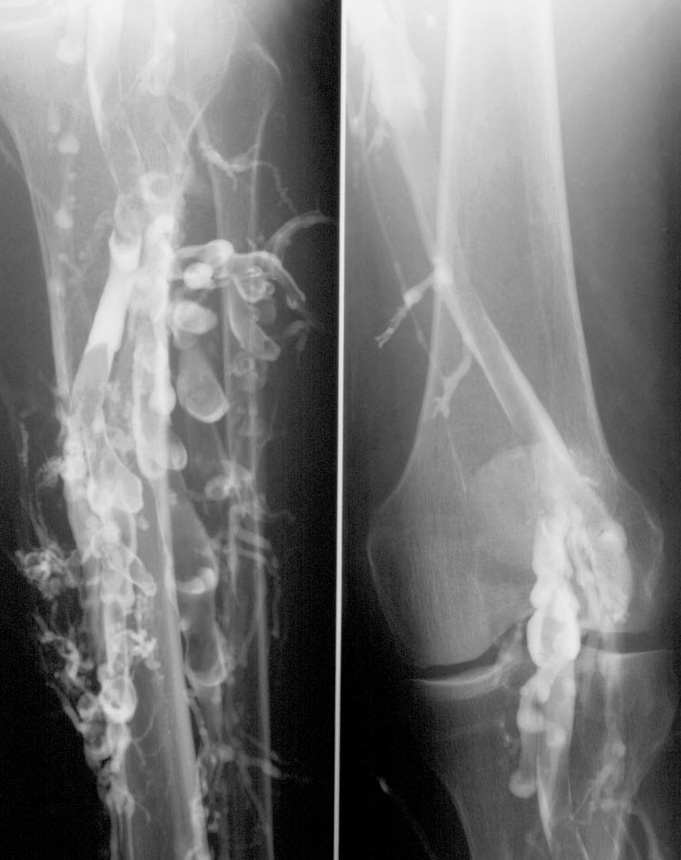
Trombóza cév dolních končetin

Angiografie se používá především k diagnostice cévních onemocnění, které můžeme rozdělit na nemoci tepen a nemoci žil:

### Nemoci tepen
- Arterioskleróza a její následky (ischemická choroba srdeční, stenóza, onemocnění periferních tepen, akutní cévní okluze)
- Aneurysma (vyboulení cév)
- Cévní poranění
- Cévní malformace

### Nemoci žil
- Trombózy
- Křečové žíly

## Terapie cévních onemocnění

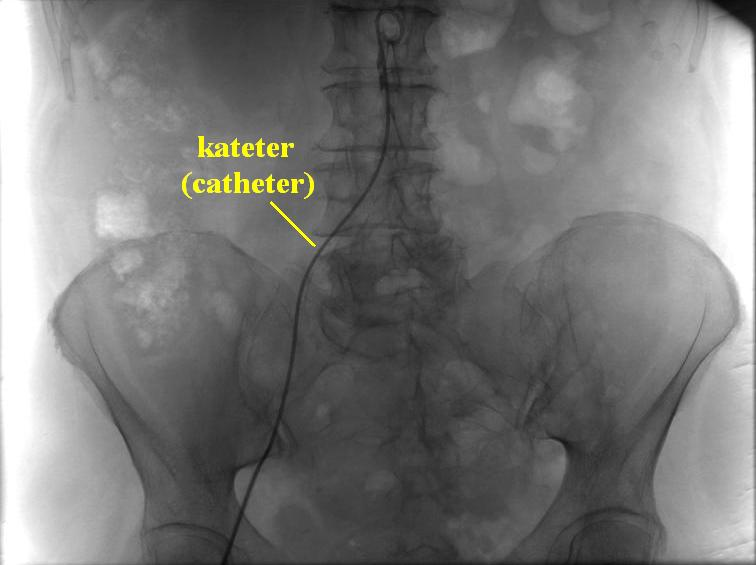
Katetr zavedený v oblasti pánve

Vedle diagnostických výkonů se angiografie používá i k výkonům terapeutickým:
- Rekanalizační výkony (například zlepšení či obnovení průtoku zúženou či uzavřenou cévou pomocí balonků nebo speciálních kovových výztuh – stentů)
- Embolizační výkony (například zrušení uzávěru krvácející cévy, vyplnění výdutě mozkové tepny)
- Speciální a kombinované výkony (provedené například před plánovanou operací, aby měl operatér informace o průběhu důležitých krevních cév)
- Angiografické terapeutické výkony mohou někdy zcela nahradit chirurgickou operaci nebo být pro pacienta jedinou možnou léčbou.